# Federspiel (Wein)
Federspiel ist die Bezeichnung für Wachauer Weine des Verbandes Vinea Wachau Nobilis Districtus. Der Name Federspiel führt auf den alten Brauch des Zurückholens des Beizvogels bei der Falkenjagd zurück, einer gerade in der Wachau in früherer Zeit üblichen Form herrschaftlicher Jagd.
Die Qualitätsbezeichnung ist eine eingetragene Marke und darf nur von Mitgliedsbetrieben des Schutzverbandes Vinea Wachau  verwendet werden. Fast alle Betriebe der Weinbauregion Wachau sind Mitglieder bei Vinea Wachau.

## Qualitätsanforderungen
Weine mit der Bezeichnung Federspiel müssen im Kabinettbereich mit einem Mostgewicht ab 17 °KMW und einem Alkoholgehalt zwischen 11,5 und 12,5 Vol.-% liegen.
Diese Weine sind ausnahmslos klassisch trocken vergoren. Sie stellen den Mittelbau der Vinea-Wachau-Weine dar und zeichnen sich durch ihren fruchtig-charmanten Charakter und ihre kraftvolle Delikatesse aus. Federspiel-Weine schließen an die Steinfeder-Kategorie an. In ihrer Kelterung sind sie neben den gesetzlichen Erfordernissen den Kontrollen des Vereins Vinea Wachau unterworfen.
Siehe auch: Steinfeder, Smaragd